# Dar al-Baz Faukani
Dar al-Baz Faukani (arab. دار الباز فوقاني) – wieś w Syrii, w muhafazie Aleppo, w dystrykcie Ajn al-Arab. W 2004 roku liczyła 781 mieszkańców.